# HD 198084
HD 198084，又名BD+57 2240，SAO 32862、HR 7955，是一颗恒星，视星等为4.51，位于銀經94.43，銀緯9.06，其B1900.0坐标为赤經20h 42m 52.1s，赤緯+57° 9.06′ 15″。